# Guadalupe (canción)
«Guadalupe» es una canción y el primer sencillo del dúo de reggeaton puertorriqueño Jowell & Randy de su álbum de grandes éxitos La alcaldía del perreo lanzado el 30 de julio de 2015. El sencillo fue incluida por NPR en su lista temporal de canciones favoritas del año.

## Remix
Se hizo un remix con Mr. Williams que se estrenó dos meses después por plataformas digitales y el disco incluido.

## Video musical
El video de la versión del álbum se estrenó el 8 de febrero de 2016, y es una parodia de la película «El Exorcista», donde el dúo están caracterizados como sacerdotes y tiene como misión despojar el demonio que posee una niña. El video due dirigido por Fernando Lugo.

## Lista de canciones

### Descarga digital[6]
| Guadalupe — Single |             |          |  |
| N.º                | Título      | Duración |  |
| 1.                 | «Guadalupe» | 4:04     |  |

## Posición en listas
| Lista (2010)                        | Posición máxima |
| ----------------------------------- | --------------- |
| Estados Unidos Hot Latin Songs      | 65              |
| Estados Unidos Latin Pop Songs      | 22              |
| Estados Unidos Latin Tropical Songs | 12              |